# Agropyron
Agropyron este un gen de iarbă din familia Poaceae, originară din Europa și Asia. În America de Nord, specia a fost adusă de către oameni. Popular, este cunoscută sub denumirea de pir.

## Specii și subspecii
- Agropyron badamense Drobov
- Agropyron brownei (Kunth) Tsvelev
- Agropyron bulbosum Boiss.
- Agropyron calcis (Connor & Molloy)
- Agropyron cimmericum Nevski
- Agropyron cristatum (L.) Gaertn.
  - Agropyron cristatum subsp. baicalense
  - Agropyron cristatum subsp. cristatum
  - Agropyron cristatum subsp. kazachstanicum
  - Agropyron cristatum subsp. pectinatum
  - Agropyron cristatum var. pluriforme
  - Agropyron cristatum subsp. ponticum
  - Agropyron cristatum subsp. puberulum
  - Agropyron cristatum subsp. sabulosum
- Agropyron dasyanthum Ledeb.
- Agropyron desertorum (Fisch. ex Link) Schult. - Desert Wheatgrass
- Agropyron deweyi A.Löve.
- Agropyron fragile (Roth) P. Candargy
- Agropyron junceiforme - Sand Couch Grass
- Agropyron krylovianum Schischkin
- Agropyron michnoi Roshev.
- Agropyron mongolicum Keng
- Agropyron praetermissum (Nevski)
- Agropyron pungens - Sea Couch Grass
- Agropyron repens - pir târâtor
- Agropyron retrofractum Vickery
- Agropyron subsecundum - Awned Wheatgrass
- Agropyron tanaiticum~ Nevski
- Agropyron thomsonii Hook. f.
- Agropyron uncinatum (Veldk.)
- Agropyron velutinum~ Nees